# Tattenhall and District
Tattenhall and District är en civil parish i Cheshire West and Chester i Cheshire i England. Det inkluderar Brockholes, Golborne Bellow, Newton, Newtown och Tattenhall. Skapad 1 april 2015.